# 紺野美沙子
紺野 美沙子（こんの みさこ、1960年〈昭和35年〉9月8日 - ）は、日本の女優。1983年エランドール賞新人賞、1987年 第10回日本アカデミー賞優秀助演女優賞受賞。テレビドラマ、映画、舞台などで活躍。「朗読座」主宰。2022年から横綱審議委員会委員。

## 来歴・人物

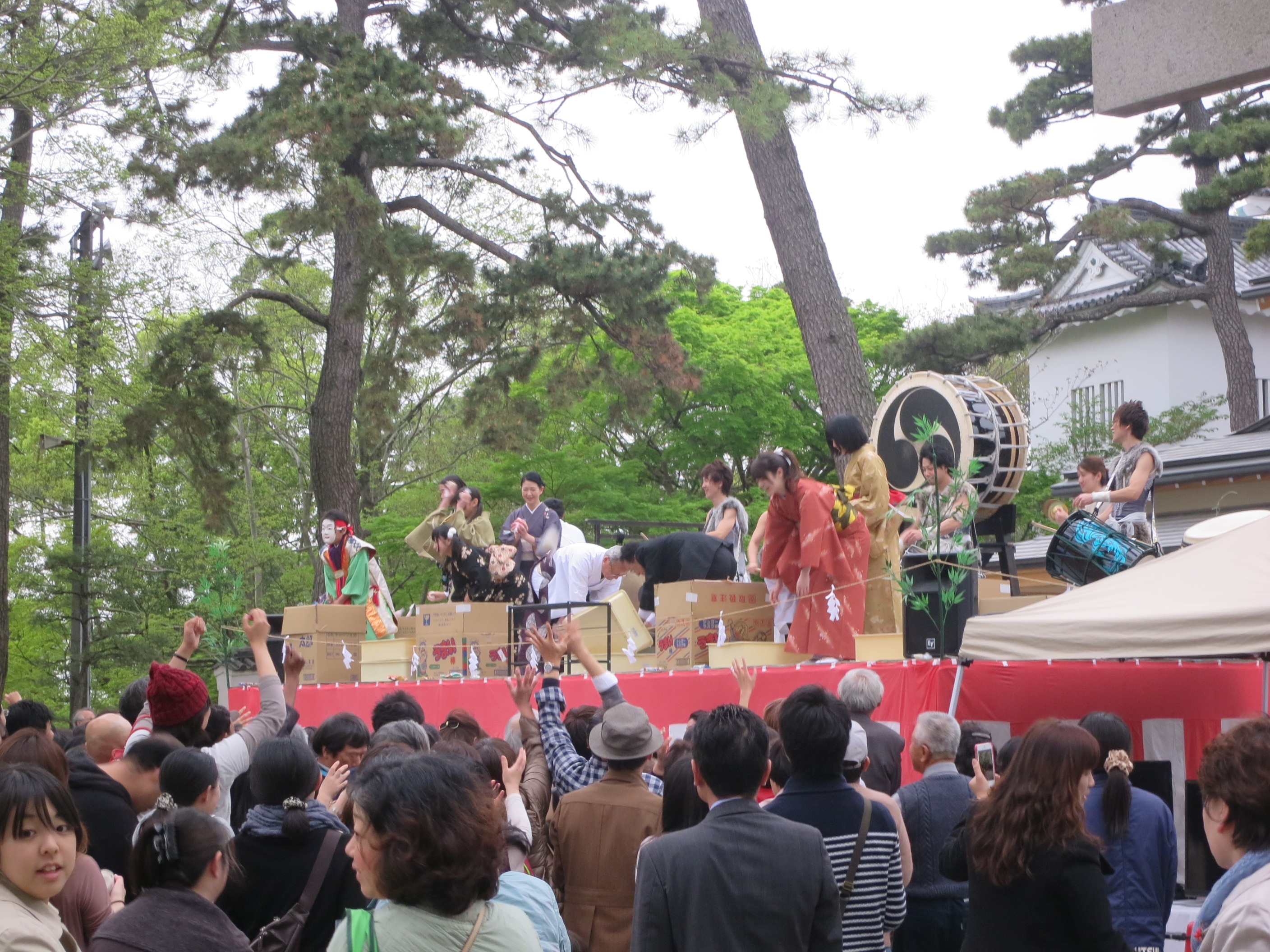
「徳川家康公四百年式年大祭」で行われた奉祝餅なげに参加した。藤色の着物の女性が紺野（2015年4月19日、愛知県岡崎市）。

東京都狛江市出身。母方の祖父は福島県、祖母は岩手県陸前高田市出身。東京都狛江市で、3人姉妹の次女として生まれる。カリタス小学校5年生のときに演劇部に入ったのが演劇との出会いであった。
児童劇団に在籍中にNHK少年ドラマシリーズ等に出演した後、1979年、3代目ユニチカマスコットガールになった。1980年、NHK連続テレビ小説『虹を織る』のヒロインを演じた。芸名は母親の旧姓の「菅野」に自分の好きな色の「紺で紺野。そして美沙子は元々両親が自分に名付けようとしていた名前で、ただ生まれた当時「沙」の字が人名用漢字に無かったために止む無く美佐子と名付けたという経緯がある。
カリタス小学校、カリタス女子中学校、慶應義塾女子高等学校を経て、慶應義塾大学文学部国文学専攻を卒業。学位は文学士（慶應義塾大学）。
1992年に当時TBSテレビ局員（現・富山県氷見市副市長）であった篠田伸二と結婚。篠田との間に1子あり。
1998年、国連開発計画親善大使に就任し、アジア・アフリカの各国を視察するなど、国際協力の分野でも活動している。著作に、親善大使として訪れた国や人々について綴った『ラララ親善大使』（小学館）がある。2010年秋より「紺野美沙子の朗読座」主宰。2016年1月、岐阜県図書館名誉館長に就任。
好角家としても知られ、2019年には日本相撲協会に請われて「大相撲の継承発展を考える有識者会議」委員を、2022年からは横綱審議委員会委員を務めている。「元祖スー女」と呼ばれることもある。
2021年、銚子電鉄の「激つらチャンネル」でYouTubeデビューし、作詞作曲の応援ソング『ちょうしに乗っていこう！』を『ちょうしに乗り体操』のダンスと共に披露した。
2025年3月、27年間務めた国連開発計画親善大使を女優の芦田愛菜に引き継ぎ、退任した。

## 家族
- 1992年に当時TBSテレビ局員だった篠田伸二と結婚した。
- 2020年2月13日、富山県氷見市は求人サイトを用いて副市長の全国公募を開始[21]。夫の篠田は810人の応募の中から選ばれ、同年4月1日付で同市副市長に就任した[22]。紺野はそれ以来、元からの自宅のある横浜と夫が住む氷見の2箇所を拠点とする生活をしている[23]。

## 出演

### テレビドラマ
- 宇宙鉄人キョーダイン 第29話「血の花か?! 美女がムチをならす 」（1976年、毎日放送） ※佐藤美沙子名義
- 少年ドラマシリーズ「未来からの挑戦」（1977年、NHK総合） - 西沢杏子 ※佐藤美佐子名義[5]
- 家路〜ママ・ドント・クライ（1979年、TBS）
- 家路PART2（1979年、TBS）
- 連続テレビ小説（NHK総合）
  - 虹を織る（1980年）
  - あすか（1999年 - 2000年） - 宮本京子
- 木曜ゴールデンドラマ（よみうりテレビ）
  - 「氷点」（1981年）
  - 「海峡に女の唄がきこえる」（1981年10月29日）
  - 「その夜は忘れない! 結婚前夜の娘を襲ったレイプ事件の波紋!?」（1982年6月10日）
  - 「もっと生きたい!! あと2年!18才の娘を突然襲った病魔!!」（1983年6月23日）
  - 「親に向かって何ネ!」（1986年10月16日） - 淳子
  - 「親の身にもなってみンしゃい!」（1987年1月15日）
  - 「愛が見えるとき」（1987年12月3日）
- 東芝日曜劇場（TBS）
  - 第1271回「動物園と植物園」（1981年、毎日放送）
  - 第1349回「はじめてのお見合い」（1982年、毎日放送）
  - 第1360回「初孫や……」（1983年1月23日、北海道放送）
  - 第1387回「西陣・一条もどり橋」（1983年7月31日、毎日放送）
  - 第1429回「はじめての再婚」（1984年5月27日、毎日放送）
  - 第1479回「となりのお兄ちゃん」（1985年5月12日、毎日放送）
  - 第1502回・第1503回「じゃがいもと三日月 前編・後編」（1985年10月20日・27日、北海道放送）
  - 第1553回「あらためて、恋人」（1986年10月12日、毎日放送）
  - 第1607回「愛情ってなに?」（1987年10月25日）
  - 第1691回「がんばれジャイアンツII」（1989年6月18日）
  - 第1705回「私、結婚します」（1989年10月1日）
  - 第1707回「帰ってきたあいつ」（1989年10月15日、毎日放送）
  - 第1795回「ワタシ達の関係」（1991年7月21日）
  - 第1818回
    - 「女ですもん1」（1992年1月5日） ※原作・紺野美沙子「M-misojiのひとりごと」
    - 「女ですもん2」（1992年5月24日）※原作・紺野美沙子「M-misojiのひとりごと」
    - 「女ですもん3」（1992年12月6日）※原作・紺野美沙子「M-misojiのひとりごと」
- 美しい悪魔たち（1981年、テレビ朝日） - 晴子
- 続・思えば遠くへ来たもんだ（1981年、TBS）
- 嫁がず、出もどり、小姑（1981年、フジテレビ）
- タクシーサンバ 第3話（1981年、NHK総合、全3回）
- 銀河テレビ小説（NHK総合）
  - めぐり逢いて （1982年） - 志津子
  - 陽だまり横丁のラブソング （1984年） - 北川典子
  - はねっかえり純情派（1987年） - 中里恵
- 月曜スター劇場「オレ達全員奈津子の子」（1982年、日本テレビ）
- ザ・サスペンス「シンデレラの葬送 その夜花嫁になにが起こったか!?」（1982年6月26日） - 冴子
- 土曜ワイド劇場（テレビ朝日）
  - 「戻り川心中 涙で捧げる天才犯罪」（1982年7月3日）
  - 「温かい死体 新婚夫婦が仕組んだ完全犯罪」（1984年、7月28日）
- 立花登・青春手控え 第16話「ならず者」（1982年、NHK総合）
- 新春ドラマスペシャル「春雷」（1983年1月3日、フジテレビ）
- 月曜ワイド劇場 「血液型なんて怖くない」（1983年2月21日、テレビ朝日） - 中畑ゆり子
- 大奥（1983年、関西テレビ） - お万
  - 第9話「猫と金魚と尼君」
  - 第10話「虹を掴んだ少女」
  - 第12話「見ざる言わざる聞かざる」
  - 第13話「子連れ将軍と五人の女」
- ドラマスペシャル 関西テレビ開局25周年記念「吉田茂」（1983年4月9日、関西テレビ）
- 火曜サスペンス劇場 （日本テレビ）
  - 「突然の明日 兄さんが殺人犯?違うわ!真実を追う若き妹の行く手に待つ愛と罠!」（1983年4月12日） - 涼子
  - 「夕陽よ止まれ」（1983年7月19日） - 大島紀子
  - 「女教師」（1987年9月15日）
  - 軽井沢ミステリーシリーズ（2001年 - 2004年）
  - 松本清張スペシャル・内海の輪 兄嫁との危険な恋（2001年3月27日） - 江村侑子
- 大河ドラマ（NHK総合）
  - 徳川家康第24回 - 第34回（1983年） - 木の実
  - 武田信玄（1988年） - 三条の方
  - 炎立つ（1993年） - 橘似
- 女たちの課外授業 （1983年、テレビ朝日）
- 盲導犬物語 ある愛の旅立ち（1983年10月31日、日本テレビ）
- 真夜中の匂い（1984年、フジテレビ）
- 第一生命スペシャル 「七人めのいとこ」（1984年1月16日、フジテレビ）
- 真夜中の匂い （1984年、フジテレビ）
- なんで結婚 だって結婚（1984年7月2日、TBS）
- やさしい闘魚たち（1984年、毎日放送）
- 恋はミステリー劇場「優しい関係 愛のレッスン」（1984年、TBS）
- 金曜女のドラマスペシャル（フジテレビ）
  - 「かけぬける愛」（1985年4月19日）
  - 「南海幻想」（1985年9月6日）
  - 「黒い葬列」（1986年9月12日）
  - 「甦れ!いのち ボストンへの道」（1987年6月12日）
  - 終戦特集ドラマ「日本の夏」（1987年8月14日、テレビ西日本）
- 真田太平記（1985年、NHK総合 新大型時代劇） - 稲姫→小松殿
- 日立テレビシティ 「王貞治の母 ありがとうの歳月を生きて」（1985年、TBS）
- 水曜ロードショー 「法医学教室の午後」（1985年6月12日、日本テレビ）
- 水曜ドラマスペシャル 「太平洋ベビー」（1986年10月5日、TBS）
- 法医学教室の長い一日（1986年11月7日、日本テレビ）
- ドラマ・女の手記「新同棲時代 〜なぜ彼女は男を募集したか」（1986年12月8日、テレビ東京）
- おんなは一生懸命（1987年 - 1988年、TBS）
- 年末時代劇スペシャル「忠臣蔵 女たち愛」雪の章・華の章（1987年12月28日・29日、TBS）
- 花王名人劇場「裸の大将放浪記 第25作「清・北の国のキューピッド」（1988年2月14日、関西テレビ） - みのり
- ミッドナイトドラマ「夜に頬よせ - 過去を抱いた女」（1988年4月4日、フジテレビ） - 名美
- 教師びんびん物語（1988年、フジテレビ） - 奥沢まゆみ
- 恋人も濡れる街角 URBAN LOVE STORY（1988年7月 - 9月、日本テレビ） - 三浦悦子
- SPびんびん物語 女王陛下の龍之介（1988年10月6日、フジテレビ）
- 他人の関係（1989年、NHK総合）
- 水曜グランドロマン「男と女が出会う街」（1989年8月16日、日本テレビ）
- あの夏に抱かれたい（1989年、日本テレビ）
- さよなら李香蘭（1989年12月1日・2日、フジテレビ）
- HOTEL（TBS） - 佐伯 真理
- ドラマスペシャル 「鹿鳴館の貴婦人」（1990年2月6日、テレビ朝日） - 津田梅子
- 白い巨塔（1990年4月2日・3日、テレビ朝日）
- 誘惑（1990年、TBS）
- 女キャスター物語（1990年、テレビ東京）
- 正月ドラマスペシャル「大石内蔵助・冬の決戦」（1991年1月1日、NHK総合）
- 月曜ドラマスペシャル（TBS）
  - 「イラク人質の妻たち」（1991年4月15日）
  - 「遠くまでいくんだ」（1991年9月2日）
  - 「外科医・織部英介II」（1996年12月16日） - 志津
  - 「ご存じ!サウナの玉三郎2!!浪花節だよ人生は〜琵琶湖旅情編」（1997年11月3日）
  - 「夏の旅情サスペンス みちのく殺意の帰郷」（1998年8月3日） - 霧子医師
  - 「パートタイマー刑事・月形兄妹の事件簿2」（1999年4月12日）
- 不思議サスペンス「サボテンの花」（1991年9月23日、関西テレビ）
- 結婚しないかもしれない症候群（1991年、日本テレビ）
- 栄光の背番号3 長島茂雄の一番長い日（1992年3月12日、日本テレビ）
- 敬老の日ドラマSP「ワーキングウーマン 明子の戦争」（1992年9月15日、毎日放送）
- 金曜ドラマシアター「特別企画 命のビザ」（1992年12月18日、フジテレビ）
- 花王ファミリースペシャル 「ミスター天気予報 本日快晴！3」（1993年1月17日、関西テレビ）
- オバサン、咲いた!（1993年6月19日、NHK総合）
- 斜陽（1993年、テレビ東京）
- デザートはあなた 第20話（1993年 - 1994年、毎日放送） - 菊池サトミ
- テレビ朝日開局35周年記念番組「京都千二百年物語」（1994年1月31日、テレビ朝日）
- お兄ちゃんの選択（1994年 TBS）
- 刑事（1994年7月1日、NHK総合）
- 宮沢賢治 銀河の旅びと（1994年8月24日、NHK総合）
- 土曜ドラマ（NHK総合）
  - うどんとビデオ（1997年） - 千秋
- 御家人斬九郎 第3シリーズ 第10話「待ちぼうけの女」（1998年、フジテレビ・映像京都） - お島
- 金曜エンタテイメント 「宮之原警部 こころの事件簿1 京都高瀬川殺人事件」（1998年5月29日、フジテレビ） - 加奈子
- ドラマ特別企画「海に帰る日」（1999年1月31日、毎日放送）
- アイ'ム ホーム（2004年、NHK総合）
- 赤い運命 （2005年、TBS） - 大竹由美子
- 月曜ゴールデン 「刑事シュート しゅうと&ムコの事件日誌」（2008年10月20日、TBS） - 原田里美
- ドラマスペシャル「ヤング ブラック・ジャック」（2011年4月23日、日本テレビ） - 八坂真理子
- 悦ちゃん〜昭和駄目パパ恋物語〜（2017年、NHK総合） - 日下部絹

### 映画
- 黄金のパートナー（1979年）
- 未完の対局（1982年）
- アイコ十六歳（1983年、日本ヘラルド映画）
- しのぶの明日（1984年）
- 不思議な國:日本 (1984年)
- 姉妹坂（1985年、東宝）
- 新・喜びも悲しみも幾歳月（1986年）
- Let's豪徳寺!（1987年）
- 二十四の瞳（1987年）
- うみ・そら・さんごのいいつたえ（1991年）
- モスラ2 海底の大決戦（1997年） - 浦内敏子[1]
- 母のいる場所（2003年、企画制作パオ）
- 僕らのワンダフルデイズ（2009年、角川映画）
- 星の国から孫ふたり（2009年、企画制作パオ星の国から孫ふたり製作委員会）

### 舞台
- ドラキュラその愛（1981年2月）
- 奇跡の人（1986年2月）
- ミュージカル版 カルメン（1989年1月 - 2月）
- ドラキュラ90（1990年2月）
- 恋紅（1994年11月）
- LOVE LETTERS（1997年12月）
- 夢見るおんなたち（1999年9月）
- 腕におぼえあり（2000年12月）
- おしゃべり伝六捕物帳（2002年10月）
- 細雪（2004年6月・05年11月・08年1月）
- 弁慶（2006年7 月）
- 溺れる花嫁（2006年9月）
- 細雪（2008年1月）
- オットーと呼ばれる 日本人（2008年6月）
- 現代能楽集イプセン（2009年7月）
- キンギョの夢（2009年10月）
- 細雪（2010年1月） - 三女・雪子
- 松平健主演 忠臣蔵〜大石内蔵助〜（2010年9月、御園座）
- めんたいぴりり（2015年3月、博多座） - 三枝京子 役
- 日本の面影（2012年7月、2014年5～7月）
- 御宿かわせみ（2016年5月）
- 両国花錦闘士（2020年12月-2021年１月）

### 劇場アニメ
- ユンカース・カム・ヒア（1995年、東宝） - 野沢鈴子

### 人形劇
- 人形歴史スペクタクル 平家物語（1993年 - 1995年、NHK総合） - 袈裟御前、平時子

### ラジオ
- 音楽遊覧飛行（NHK-FM、2016年4月～）
- 紺野美沙子の川鉄サウンドシティ（文化放送、1984年）

### バラエティ
- ネプリーグ（2010年6月14日 - 2023年4月24日 9回出演、フジテレビ） - ゲスト
- くりぃむクイズ ミラクル9（テレビ朝日） - 不定期出演
- ナカイの窓・スー女vsプ女子SP（2017年11月1日、日本テレビ）[24]

### ドキュメンタリー
- 紺野美沙子の科学館（1984年 - 1999年、テレビ朝日）
- 東京色（2000年 - 2004年、テレビ東京）[25]
- テレメンタリー2010「流氷なき〜凍らぬ海の異変〜」（北海道テレビ制作、2010年） - ナレーション
- ギフト〜E名言の世界〜（2010年4月 - 2011年3月、NHK教育）
- 余地の人〜「郵便の父」 前島密 静かなる情熱の軌跡〜（2013年4月20日、BS朝日） - ナビゲーター

### 報道番組
- FNNスーパータイム（1986年8月、フジテレビ） - 幸田シャーミンの代役
- NHK海外ネットワーク（2011年 - 、NHK総合） - 不定期でゲスト

### 音楽番組
- 日本有線大賞（TBS） - 司会
- 第31回NHK紅白歌合戦（1980年12月31日、NHK総合・ラジオ第1） - 島倉千代子の曲紹介としてゲスト出演

### 動物番組
- 生きもの地球紀行（NHK総合）

### CM
- ユニチカ 健康食品「白幻鳳凰」（2005年）※ 1978年に同社のマスコットガールに選出。
- ロート製薬 ロートハイなみだ
- 味の素 サラダ油、コーン油
- 近畿日本ツーリスト
- シャープ
- 沢の鶴
- バスクリン
- 三和銀行
- NEC
- 東芝 冷蔵庫
- 東京海上日動 - ナレーション
- オハヨー乳業
- ユニハイムエステート
- 花王 液体アタック、アタック、アタックマイクロ粒子（1997年頃 - 2003年）
- 東京サーハウス（2002年） - 東京大田区の新築マンションのCM。
- パワードコム 東京電話インターネット（2002年）
- OSGコーポレーション ツインe、ヒューマンウォーター、ヒューマンウォーターD、ヒューマンウォーター・HU-121（2003年 - 2005年、2009年、2013年）
- ハリオグラス V60透過ドリッパー、ハリオ式珈琲（2006年 - 2007年）
- 富士通 キッズ携帯 FOMA・F801i（2007年）
- ユーキャン（旧：日本通信教育連盟）聞いて楽しむ日本の名作（2010年 - 2011年、2016年 - 2024年）
- ACジャパン あしながさんがくれた愛（2011年） - ナレーション
- 豆腐の盛田屋 洗顔せっけん お試し豆乳ナノスキンケアセット（2011年）
- オリヒロ グルコサミン粒、深海鮫エキスカプセル（2012年 - 2018年、2021年）
- アサヒシューズ 快歩主義（2018年）

### イメージキャラクター
- 近畿日本ツーリスト 40代からのご夫婦旅行 ゆとりっぷ（2000年代初頭）※ 村上弘明と夫婦役で共演

### 写真集
- 『うさぎ恋し』小学館（1984年）[26]
- 『妖精たちのレジェンド ユニチカマスコットガール写真集』あすか書房（1996年）[27]

### その他
- 短編紹介映画『上杉鷹山』（山形県・米沢市上杉博物館 鷹山シアターで常時放映中）
- 明治書院『国語総合』朗読CD（2017年、学校採用品）[28]
- 銚子電鉄応援ソング『ちょうしに乗っていこう！』（共に作詞・作曲・歌唱を担当、アレンジや演奏は中村由利子）、ダンスバージョン『ちょうしに乗り体操』をプロデュース（2021年、銚子電鉄 YouTube「激つらチャンネル」）。

## 受賞歴
- エランドール賞新人賞（1983年）[29]
- ウーマン・オブ・ザ・イヤー ハーレクインロマンス賞（1984年）[29]
- 第10回日本アカデミー賞優秀助演女優賞（1987年）[29][30]
- 第1回日本ジュエリーベストドレッサー賞20代部門（1990年）[31]
- 日本文芸大賞女流文学賞（1995年）[29]

## 著書
- 『M : Misoji（三十歳）のひとりごと』世界文化社（1991年）のち角川文庫
- 『大みそかのウェディングドレス』世界文化社（1993年）
- 『空飛ぶホタテ』NTT出版（1994年）のち『暮らしの中のおしゃべりサイエンス』三笠書房・知的生きかた文庫（1997年、増補版）[32]
- 紺野美沙子の科学館 編『命って何だろう』世界文化社〈紺野美沙子の科学館 1〉、1996年。
- 紺野美沙子の科学館 編『おいしさは何処から来るの?』世界文化社〈紺野美沙子の科学館 2〉、1996年。
- 『「怪獣」のそだてかた』世界文化社（1999年）
- 『紺野美沙子のTokyo smile : Photo & essay』宣伝会議（2001年）
- 『ラララ親善大使』小学館（2008年）